# شلوس هولته-شتوكنبروك
اشلوس هولته اشتوكنبروك (بالألمانية: Schloß Holte-Stukenbrock) هي بلدة ألمانية و مدينة تقع في ألمانيا في غوترسلوه. يقدر عدد سكانها بـ 26,193 نسمة .

## المدن التوأمة
مدينة استريتز هي مدينة توأمة لـاشلوس هولته اشتوكنبروك.